# 瓦雷讷圣日耳曼
瓦雷讷圣日耳曼（法語：Varenne-Saint-Germain，法語發音：[vaʁɛn sɛ̃ ʒɛʁmɛ̃]）是法国索恩-卢瓦尔省的一个市镇，属于沙罗勒区。

## 地理
瓦雷讷圣日耳曼（46°25'44"N, 4°1'31"E）面积15.62 平方千米，位于法国勃艮第-弗朗什-孔泰大區索恩-卢瓦尔省，该省份为法国中部省份，北起顺时针与科多尔省、汝拉省、安省、罗讷省、卢瓦尔省、阿列省和涅夫勒省接壤。
与瓦雷讷圣日耳曼接壤的市镇（或旧市镇、城区）包括：沙斯纳尔、迪关、沙罗勒地区维特里。

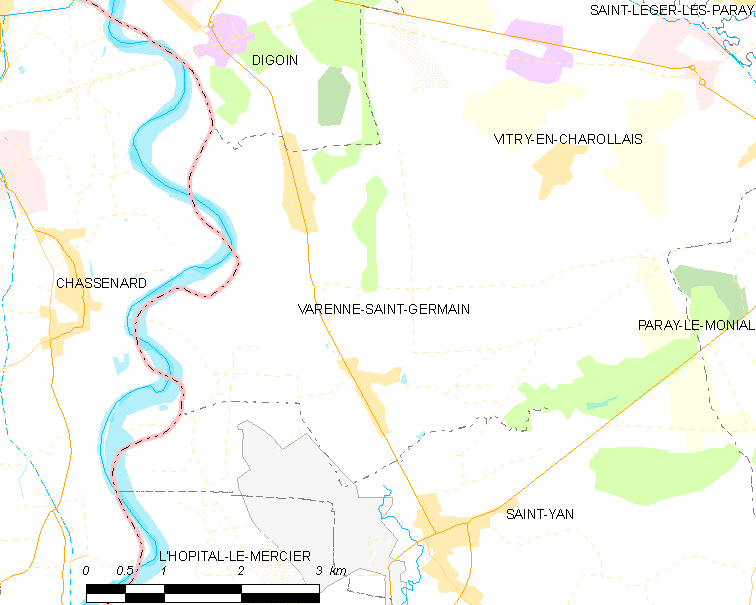
瓦雷讷圣日耳曼的OSM定位图

瓦雷讷圣日耳曼的时区为UTC+01:00、UTC+02:00（夏令时）。

## 行政
瓦雷讷圣日耳曼的邮政编码为71600，INSEE市镇编码为71557。

## 政治
瓦雷讷圣日耳曼所属的省级选区为迪关县。

## 人口

1962-2008年间瓦雷讷圣日耳曼人口变化图示

瓦雷讷圣日耳曼于2022年1月1日时的人口数量为692人。